# Psychologie des foules (livre)
Pour les articles homonymes, voir psychologie des foules.
Psychologie des foules est un livre de Gustave Le Bon paru en 1895. Il s’agit d’un ouvrage classique en psychologie sociale. Il marque un tournant dans la carrière du « célèbre docteur ». Gustave Le Bon propose dans cet ouvrage que, lorsque des individus sont réunis, ils ne raisonnent pas de la même manière que s'ils étaient seuls, expliquant ainsi les comportements irraisonnés des foules. 
Bien que les notions de ce livre soient largement présentes dans les esprits ainsi que dans les politiques du maintien de l'ordre français, l'ouvrage et ses thèses sont critiqués par certains auteurs concurrents, tant sur le plan méthodologique que théorique.

## Structure du livre
- LIVRE PREMIER : L'âme des foules
  - Chapitre Premier - Caractéristiques générales des foules. Loi psychologique de leur unité mentale
  - Chapitre II - Sentiments et moralité des foules
  - Chapitre III - Idées, raisonnements et imaginations des foules
  - Chapitre IV - Formes religieuses que revêtent toutes les convictions des foules

- LIVRE II : Les opinions et les croyances des foules
  - Chapitre Premier - Facteurs lointains des croyances et opinions des foules
  - Chapitre II - Facteurs immédiats des opinions des foules
  - Chapitre III - Les meneurs des foules et leurs moyens de persuasion
  - Chapitre IV - Limites de variabilité des croyances et des opinions des foules

- LIVRE III : Classification et description des diverses catégories de foules
  - Chapitre Premier - Classification des foules
  - Chapitre II - Les foules dites criminelles
  - Chapitre III - Les jurés de cour d'assises
  - Chapitre IV - Les foules électorales
  - Chapitre V - Les assemblées parlementaires

## Résumé des thèses par chapitres

### L'unité mentale des foules (I,1)
« Peu aptes au raisonnement, les foules sont au contraire très aptes à l'action ». Si Le Bon compare parfois les foules à des individus dont les facultés de réflexion seraient faibles, il ne les identifie pas comme de simples agrégats, ni comme des super-individus. Au contraire, une foule est une entité psychologique particulière, irréductible aux individus qui la composent : c'est pourquoi il faut l'analyser comme telle.
La foule, dans le sens où l'emploie Le Bon, est distincte du simple agrégat d'individus. « Dans certaines circonstances données, et seulement dans ces circonstances, une agglomération d'hommes possède des caractères nouveaux fort différents de ceux des individus composant cette agglomération. La personnalité consciente s'évanouit, les sentiments et les idées de toutes les unités sont orientés dans une même direction. » La distinction entre foule et agrégat n'est pas une question de nombre : des centaines d'individus se trouvant au même endroit dans des buts différents (par exemple, des gens sur un marché, parmi lesquels on trouve des promeneurs, des acheteurs, des vendeurs, des agents de police, etc.) ne forment qu'un agrégat, alors que quelques individus, dans certaines circonstances, constituent une foule. Les foules sont régies par une « loi d'unité mentale des foules ». Elles ont en quelque sorte une « âme », avec des passions et un fonctionnement organique comparable à celui de l'esprit humain. Dans le livre I, Le Bon examine les passions et le mode de représentation d'une foule ; dans le livre II, il examine les origines et les caractéristiques de ses croyances.

« Des milliers d’individus séparés peuvent à certains moments, sous l’influence de certaines émotions violentes, un grand événement national par exemple, acquérir les caractères d’une foule psychologique. Il suffira alors qu’un hasard quelconque les réunisse pour que leurs actes revêtent aussitôt les caractères spéciaux aux actes des foules. A certains moments, une demi-douzaine d’hommes peuvent constituer une foule psychologique, tandis que des centaines d’hommes réunis par hasard peuvent ne pas la constituer. »

### Caractères généraux des foules (I,1)
Une foule est beaucoup moins déterminée par les croyances des individus qui la constituent que par les circonstances extérieures, des croyances ou des passions générales, ainsi que par l'hérédité. Contrairement à ce que l'on pourrait penser, l'intelligence moyenne des individus qui constituent la foule ne change pas grand-chose à ses actions, réactions et décisions : c'est pourquoi, par exemple, les verdicts de jurys formés d'individus hautement éduqués ou d'individus très hétérogènes quant à l'éducation sont similaires.

« La foule psychologique est un être provisoire, formé d'éléments hétérogènes qui pour un instant se sont soudés, absolument comme les cellules qui constituent un corps vivant forment par leur réunion un être nouveau manifestant des caractères fort différents de ceux que chacune de ces cellules possède. »

Si l'on raisonne au niveau de l'individu, l'individu en foule acquiert trois caractères que l'on ne trouve que dans l'état de foule :
- l'irresponsabilité. Du fait du nombre, un individu en foule peut ressentir un sentiment de « puissance invincible » et voir ses inhibitions s'effondrer. Il pourra accomplir des actions qu'il n'aurait jamais accomplies seul (par exemple, piller un magasin de façon non préméditée) : « le sentiment de responsabilité... disparaît entièrement. » Ceci vaut surtout pour les foules anonymes et hétérogènes, où l'individu, noyé dans la masse, est difficile (voire impossible) à retrouver par la suite.
- La « contagion ». Ce que d'autres auteurs, comme David Hume, ont désigné sous le terme de sympathie et thématisé dans les relations inter-individuelles prend ici une ampleur beaucoup plus grande : une même passion agitera tous les membres de la foule avec une grande violence.
- La suggestibilité. L'individu faisant partie de la foule voit sa conscience s'évanouir, au même titre que celle d'un hypnotisé. Il n'a plus d'opinions, ni de passions qui lui soient propres. Cela explique que des foules puissent prendre des décisions allant à l'encontre des intérêts de leurs membres, comme les Conventionnels qui lèvent leur propre immunité (ce qui leur permettra de s'envoyer les uns les autres à l'échafaud)[10].

« Évanouissement de la personnalité consciente, prédominance de la personnalité inconsciente, orientation par voie de suggestion et de contagion des sentiments et des idées dans un même sens, tendance à transformer immédiatement en actes les idées suggérées, tels sont les principaux caractères de l'individu en foule. Il n'est plus lui-même, il est devenu un automate que sa volonté ne guide plus. »

Il est à noter qu'un individu se trouvant dans un agrégat formant une foule ne fait pas nécessairement lui-même partie de la foule. Auquel cas, il est physiquement présent à côté des autres ou parmi eux, mais ne participe pas à la foule psychologique ; les émotions et les désirs de tous, dans la foule, ne seront pas partagés par lui.

### Les passions des foules (I, 1)
Si les individus qui composent la foule sont si suggestibles, c'est que la foule est en état d'« attention expectante » lorsqu'elle n'est pas déjà animée par une passion très vive.

« La première suggestion formulée qui surgit s'impose immédiatement par contagion à tous les cerveaux, et aussitôt l'orientation s'établit. Comme chez tous les êtres suggestionnés, l'idée qui a envahi le cerveau tend à se transformer en acte. Qu'il s'agisse d'un palais à incendier ou d'un acte de dévouement à accomplir, la foule s'y prête avec la même facilité. Tout dépendra de la nature de l'excitant, et non plus, comme chez l'être isolé, des rapports existant entre l'acte suggéré et la somme de raison qui peut être opposée à sa réalisation. »

La foule (qui constitue, à ce titre, un être unique, tant qu'elle subsiste en tant que « foule psychologique ») ne pense pas par des mots et des concepts verbaux, mais par des images. Ces images sont généralement moins celles observées que celles qui possèdent une forte puissance passionnelle : ainsi, une foule craintive et anxieuse peut croire qu'une lumière allumée à un étage constitue un signal à destination d'un ennemi, alors même que c'est objectivement impossible. De là de possibles hallucinations collectives, dues à la suggestibilité, à la déformation et aux passions très fortes qui animent une foule. De là aussi certains phénomènes de foules connus, comme le lynchage.

« Quels que soient les sentiments, bons ou mauvais, manifestés par une foule, ils présentent ce double caractère d'être très simples et très exagérés. Sur ce point, comme sur tant d'autres, l'individu en foule se rapproche des êtres primitifs. Inaccessible aux nuances, il voit les choses en bloc et ne connaît pas les transitions... La simplicité et l'exagération des sentiments des foules font que ces dernières ne connaissent ni le doute ni l'incertitude. Elles vont tout de suite
aux extrêmes. Le soupçon énoncé se transforme aussitôt en évidence indiscutable. Un commencement d'antipathie ou de désapprobation, qui, chez l'individu isolé, ne s'accentuerait pas, devient aussitôt haine féroce chez l'individu en foule. »

L'individu en foule redevient « primitif ». Les passions qui se transmettent sont extrêmes, elles ne connaissent ni la pondération ni le juste milieu. Une foule qui se prend de haine pour quelqu'un est capable de le réduire en pièces, là où aucun individu isolé ne serait capable de la même férocité. Cependant, grâce à la suggestibilité, des individus en foule peuvent aussi être conduits vers des passions « héroïques » : c'est ainsi que des foules, menées de main de maître, ont pu fournir des contingents entiers de futurs soldats (Le Bon prend souvent comme exemple de ce phénomène les succès de Napoléon Ier, meneur hors pair). Les passions simplistes et extrémistes des foules, leur incapacité à penser rationnellement, les rendent dangereuses autant que profitables pour qui sait en tirer parti.

« Les foules ne connaissant que les sentiments simples et extrêmes ; les opinions, idées et croyances qui leur sont suggérées sont acceptées ou rejetées par elles en bloc, et considérées comme des vérités absolues ou des erreurs non moins absolues. Il en est toujours ainsi des croyances déterminées par voie de suggestion, au lieu d'avoir été engendrées par voie de raisonnement... N'ayant aucun doute sur ce qui est vérité ou erreur et ayant d'autre part la notion claire de sa force, la foule est aussi autoritaire qu’intolérante. L'individu peut supporter la contradiction et la discussion, la foule ne les supporte jamais. »

Le Bon se méfie de la tyrannie que des foules puissantes peuvent engendrer. Non seulement de telles passions sont très susceptibles de mener à des actes violents, mais de plus les foules se lassent elles-mêmes de leurs propres débordements. Elles se dirigent alors vers la « servitude », qui leur fournit un certain repos après la toute-puissance d'une passion très forte : Le Bon explique ainsi que certains jacobins, durs et cruels sous la Terreur, aient accepté si facilement d'obéir à Napoléon Ier alors même qu'ils envoyaient à l'échafaud toute opposition à leur régime quelques années plus tôt.

### La moralité des foules (I, 2)
Par « moralité », on ne peut pas entendre ici des règles normatives transcendantes ou valant sur le long terme, en raison de l'impulsivité et de l'extrémisme des foules. Ce que Le Bon désigne par ce mot est la capacité que l'on peut trouver chez une foule à faire preuve de certains traits que nous jugeons comme vertueux : abnégation, désintéressement, sacrifice de soi (au niveau individuel), etc. Une foule peut envahir un palais et tout y détruire, au nom d'une idée qu'elle-même ne comprend pas, sans qu'aucun de ses membres ne vole un seul objet du palais (alors même que ce serait très intéressant au point de vue de l'intérêt personnel). Le Bon parle d'une certaine « moralisation » d'un individu par la foule, dans la mesure où l'individu en foule, tout en étant capable de la plus grande férocité, tend aussi à respecter une norme immanente. « Au théâtre la foule veut chez le héros de la pièce des vertus exagérées, et il est d'une observation banale qu'une assistance, même composée d'éléments inférieurs, se montre généralement très prude. Le viveur professionnel, le souteneur, le voyou gouailleur murmurent souvent devant une scène un peu risquée ou un propos léger, fort anodins pourtant auprès de leurs conversations habituelles. »
De telles normes sont en général informelles. Elles ne sont pas écrites dans un code juridique, cependant l'opprobre suscité lorsque quelqu'un attente à ces normes est supposé commun à tous. Elles peuvent être inspirées par n'importe quoi, y compris des idées logiquement contradictoires entre elles. Ce qui est important est la croyance ferme, et éventuellement une habitude ferme, en ces idées en tant que normes. On ne saurait comprendre une telle moralité si on essayait de la comprendre comme s'il s'agissait, par exemple, d'une théorie scientifique ou d'une doctrine philosophique. Les idées qui sont à la portée intellectuelle des foules sont simples, très mal définies, mais fortement connotées au point de vue passionnel : peu de gens sont capables de définir rigoureusement ce qu'est une démocratie ou ce que sont les « droits des peuples », mais beaucoup verront dans de tels mots une valeur morale extrêmement importante.

« Les idées n'étant accessibles aux foules qu'après avoir revêtu une forme très simple, doivent, pour devenir populaires, subir souvent les plus complètes transformations. C'est surtout quand il s'agit d'idées philosophiques ou scientifiques un peu élevées, qu'on peut constater la profondeur des modifications qui leur sont nécessaires pour descendre de couche en couche jusqu'au niveau des foules. Ces modifications... sont toujours amoindrissantes et simplifiantes. Et c'est pourquoi, au point de vue social, il n'y a guère, en réalité, de hiérarchie des idées, c'est-à-dire d'idées plus ou moins élevées. Par le fait seul qu'une idée arrive aux foules et peut agir, si grande ou si vraie qu'elle ait été à son origine, elle est dépouillée de presque tout ce qui faisait son élévation et sa grandeur. D'ailleurs, au point de vue social, la valeur hiérarchique d'une idée est sans importance. Ce qu'il faut considérer, ce sont les effets qu'elle produit. Les idées chrétiennes du Moyen Âge, les idées démocratiques du siècle dernier, les idées sociales d'aujourd'hui, ne sont pas certes très élevées. On ne peut philosophiquement les considérer que comme d'assez pauvres erreurs ; et cependant leur rôle a été et sera immense, et elles compteront longtemps parmi les plus essentiels facteurs de la conduite des États. »

Pour acquérir une puissance normative, les idées morales des foules ne peuvent venir de la foule elle-même. Elles peuvent être issues de l'hérédité, de l'évènement ou du héros du jour, d'un meneur, d'une passion ou d'un but partagé par tous (attendre la fin d'une bataille par exemple), ou plus généralement de l'environnement historique, mais pas de la foule même, celle-ci étant incapable de créer quoi que ce soit de nouveau hors d'elle-même. Néanmoins, des idées développées par des philosophes ou par des couches « éclairées » de la société peuvent être partagées par la foule. Elles le seront sous une forme beaucoup moins subtile et complexe que celle qui était la leur originellement (voir la citation ci-dessus), et avec beaucoup de temps. C'est ainsi que des idées développées par les philosophes des Lumières n'ont pu « descendre » dans les foules qu'au cours de plusieurs décennies, mais qu'une fois répandues, elles ont suffisamment changé le paysage mental des foules pour être à l'origine de la Révolution.

### L'imagination des foules (I.3)
Imperméables au raisonnement logique, les foules sont très perméables à des associations d'idées que nous pourrions juger primaires ou invraisemblables. Rapporter n'importe quoi à la passion commune du moment, généraliser des cas particuliers et uniques, c'est ainsi que les foules « raisonnent ». De tels raisonnements ont beaucoup plus à voir avec une imagination décomplexée qu'avec la rigueur de la logique. Par la contagion quasi immédiate des passions et la forte suggestibilité dont elles sont susceptibles, les foules « raisonnent » de façon non verbale, par des images et des associations où l'émotion partagée reste puissante.

« De même que pour les êtres chez qui le raisonnement n'intervient pas, l'imagination représentative des foules est très puissante, très active, et susceptible d'être vivement impressionnée. Les images évoquées dans leur esprit par un personnage, un événement, un accident, ont presque la vivacité des choses réelles. Les foules sont un peu dans le cas du dormeur dont la raison, momentanément suspendue, laisse surgir dans l'esprit des images d'une intensité extrême, mais qui se dissiperaient vite si elles pouvaient être soumises à la réflexion. Les foules, n'étant capables ni de réflexion ni de raisonnement, ne connaissent pas l'invraisemblable : or, ce sont les choses les plus invraisemblables qui sont généralement les plus frappantes. »

Ce que David Hume reprochait indistinctement à l'individu et au groupe, Le Bon l'identifie clairement chez les foules et chez des individus « diminués » au point de vue de l'entendement. Le goût du merveilleux, du légendaire, du fantastique, en un mot de l'invraisemblable confondu avec le réel ou le vrai, permet aux images utilisées pour mener une foule d'être beaucoup plus efficaces que n'importe quel raisonnement. Non seulement un raisonnement, requérant un effort de réflexion, constitue une entrave au désir immédiat de la foule, mais en plus il est trop prosaïque pour elle : il faut au contraire une idée d'exception, de toute-puissance, pour mener une foule. Le millénarisme, l'« irréel », fait une forte impression sur une foule, et peut devenir un puissant mobile d'action.

« Ce ne sont donc pas les faits en eux-mêmes qui frappent l'imagination populaire, mais bien la façon dont ils sont répartis et présentés. Il faut que par leur condensation, si je puis m'exprimer ainsi, ils produisent une image saisissante qui remplisse et obsède l'esprit. Qui connaît l'art d'impressionner l'imagination des foules connaît aussi l'art de les gouverner. »

### Conservatisme (I, 2)
En dépit de l'échauffement de l'imagination et de la portée acquise par celle-ci, les foules sont étroitement conservatrices. Les explosions de violence auxquelles on peut assister de la part d'une foule ne sont pas la preuve d'un désir de nouveauté. Au contraire : d'une part, la lassitude que peuvent ressentir les membres de la foule envers leur propre extrémisme peut leur donner envie d'un retour au passé, et d'autre part, les désirs et les craintes de la foule sont plutôt le reflet de désirs communs et de peurs ataviques. Une foule révolutionnaire matérialise le succès d'idées devenues communes, en même temps qu'elle est l'expression d'un instinct de destruction ou d'un désir de toute-puissance ; une autre foule qui croit qu'une fenêtre allumée est un signe adressé à un ennemi (qui ne peut en fait pas la voir) obéit à une crainte instinctive, plus proche de l'animalité que de la réflexion. Pour une foule, quelque chose de fondamentalement nouveau (qui ne renvoie pas à des désirs et à des idées déjà bien ancrées en elle) est effrayant, donc mauvais. « Leur respect fétichiste pour les traditions est absolu, leur horreur inconsciente de toutes les nouveautés capables de changer leurs conditions réelles d'existence, est tout à fait profonde. »

### Portrait du meneur (II, 3)
Incapable de s'auto-organiser, la foule a besoin d'un meneur (nous parlerions aujourd'hui de leader) pour l'organiser et la faire subsister.
Le meneur-type est rarement extérieur à la foule. Bien souvent, il en partage les désirs et les idées. Il a d'abord été lui-même « mené », comme n'importe quel autre membre de la foule, avant d'acquérir un rôle de premier plan dans l'organisation sociale de la foule. Le Bon distingue d'emblée deux types de meneurs : les rhéteurs et les apôtres.
- Un rhéteur n'est pas entièrement acquis à la cause qu'il prétend défendre. Il peut y croire, mais il défendra aussi ses propres intérêts en même temps. Son influence peut être décisive mais ne sera qu'éphémère.
- Un « apôtre », lui, est entièrement et intégralement convaincu par l'idée qu'il défend. Il est extrêmement volontaire et croit en ce qu'il dit. Contrairement au rhéteur, il ne cherche pas tant son intérêt personnel (à moins qu'il n'identifie sa propre réussite en tant que meneur à celle de l'idée qu'il défend, comme Napoléon Ier) que le triomphe absolu de son idéal. Prêt à se sacrifier pour son idée, il embrase la foule expectante et peut la mener aux plus grands excès, tant héroïques (comme l'épopée napoléonienne) que cruels (comme le lynchage d'ennemis communs).

Les rhéteurs sont très répandus, mais sont aussi vite oubliés une fois que leur influence ne se fait plus sentir. Les « apôtres » sont beaucoup plus rares, ont un poids social beaucoup plus importants et laissent en général un souvenir important dans l'histoire (quoique ce souvenir puisse être vu comme très positif ou très négatif selon les époques, sans que les évènements n'aient changé en eux-mêmes). Comme exemples du second type de meneurs, Le Bon cite Luther, Savonarole, Robespierre (qu'il décrit comme « hypnotisé par les idées philosophiques de Rousseau, et employant les procédés de l'inquisition pour les propager ») ou encore Ferdinand de Lesseps.
À qui en a besoin, le meneur sert de guide. Celui qui ne sait guère penser par lui-même, ou qui manque de volonté proprement individuelle, se retrouve rapidement sous la coupe d'un meneur. Le meneur n'est pas un « homme de pensée », mais d'action : il sait créer la foi, flatter les désirs et les passions de ceux qui l'écoutent, il est comparable au démagogue déjà critiqué par Platon.
Les meneurs ont trois moyens d'action : l'affirmation, la répétition et la contagion.
- L'affirmation est une proposition simple, imagée, énergique. Elle transmet une forte passion et une puissante énergie. On pourrait en quelque sorte parler de « slogan ». Pour être la plus efficace possible, l'affirmation doit être « pure et simple, dégagée de tout raisonnement et de toute preuve... Plus l'affirmation est concise, plus elle est dépourvue de toute apparence de preuves et de démonstration, plus elle a d'autorité. Les livres religieux et les codes de tous les âges ont toujours procédé par simple affirmation[24] ».
- Pour être efficace, il ne suffit pas à l'affirmation de correspondre à ces critères. Elle doit encore être répétée de nombreuses fois, et peu à peu finit par être acceptée comme une vérité. Il se forme alors un « courant d'opinion », on ne sait plus d'où vient l'idée originale et l'on a l'impression que cela a toujours été cru, donc su.
- Ceci suppose que la croyance, c'est-à-dire autant l'idée (par exemple, « le savon X est plus efficace que le savon Y ») que la façon dont on la considère (en considérant la proposition précédente comme vraie), soit partagée.

Le meneur qui réussit, par sa réussite même, ou l'idée répandue, acquiert par là un prestige qui lui confère encore plus de puissance et d'admiration. Mais dès que l'idée ou le pouvoir du meneur commence à être discutée, le prestige s'effrite ou se fragilise, la fascination s'évanouit, et si le succès disparaît le prestige disparaît aussi. Seuls quelques personnages historiques, pourvus d'un prestige « personnel » et non seulement acquis par les titres ou la réussite sociale, peuvent aller au-delà d'un tel oubli et survivre dans le souvenir des générations futures.

### Catégorisation des foules (III, 1, 2, 3, 4, 5)
Le dernier livre de La Psychologie des Foules essaie de classifier les différents types de foules. Dans un premier temps (III, 1), Le Bon distingue les foules homogènes (sectes ; castes ; classes) des foules hétérogènes (seules à être traitées dans l'ouvrage). Sur ces dernières, il évoque le projet de les subdiviser par race : une foule de sud-américains va toujours demander l’aide de l’Etat, une foule d’anglais la liberté, une foule de Français l’égalité, quand les foules sans nationalité prédominante ne sont pas viables. La race ayant été annoncée comme le principal facteur informant les réactions des foules (II, 1), cette typologie eut été attendue. Cependant, Le Bon se contente de faire une liste des exemples contemporains, en montrant que toutes les foules se ressemblent malgré leurs formes différentes et apparemment civilisées :
- Les foules criminelles (III, 2) : Le Bon reprend l'idée force de Gabriel Tarde mais n'en fait qu'un exemple de la catégorie de "foule psychologique". Il reprend l'exemple des massacres de septembre où des quidams se transforment en tortionnaires.
- Les jurés de cours d’assise (III, 3): ils sont trop impressionnables par les sentiments, et pas assez par les raisonnements, même si des individus intelligents y siègent.
- Les foules électorales (III, 4) : le meneur peut facilement les manipuler, user de son prestige, faire un programme impressionnant (et irréalisable), utiliser des mots tels que « infâme capital », « vils exploiteurs », « socialisation des richesses »… Le dogme du suffrage universel est d’ailleurs une de ces croyances reprises à tout bout de champ ; il n'est d’ailleurs pas à balayer, car faire un suffrage restreint (à 100 000 ou 10 000 ou 1000 électeurs) ne changerait rien : dès qu’on devient foule, la qualité des individus s’efface pour d’autres mécanismes, et cela vaut pour une assemblée distinguée d'Académiciens.
- Les assemblées parlementaires (III, 5) : le régime parlementaire « traduit cette idée, psychologiquement erronée mais généralement admise, que beaucoup d’hommes réunis sont bien plus capables qu’un petit nombre de prendre une décision sage et indépendante sur un sujet donné ». Les assemblées sont très versatiles et peuvent prendre deux décisions qui se contredisent dans le même quart d'heure. Le poids des meneurs y est énorme.